# Авраамий Галичский
Авраа́мий Га́личский (также Га́лицкий, Чу́хломский, Городе́цкий; ? — 20 июля 1375) — святой Русской Церкви, ученик Сергия Радонежского. Почитается в лике преподобных, память совершается: 20 июля (2 августа) и 23 января (5 февраля) (Собор Костромских святых).
Авраамий жил в XIV веке. Вначале он был в числе братии нижегородского Печерского монастыря, а затем перешёл в Троицкий монастырь к преподобному Сергию Радонежскому и стал его учеником. Позднее с его благословения Авраамий удалился в Галич-Мерьское княжество и занялся устройством новых монастырей. Он основал четыре монастыря на Чухломе и в Галицком районе Костромы, два из них: Успенский монастырь около Галича, Покровский монастырь около Чухломы. В XVIII веке все эти монастыри, кроме Городецкого, были упразднены и стали приходскими церквями.
Авраамий скончался в Городецком монастыре. Традиционно его смерть датируют 1375 годом. Основываясь на том, что в житии Авраамия его современником назван князь Юрий Дмитриевич, ставший галицким князем только в 1389 году, Дмитрий Прилуцкий и Евгений Голубинский относят его смерть к более позднему времени. Житие преподобного Авраамия составил в 1548—1553 годах городецкий игумен Протасий на основе старых монастырских записей о нём.
В 1608—1631 годы над мощами Авраамия был построен каменный Покровский собор, в котором они были положены под спудом. В 1896 году над ними установили серебряную раку. Её изъяли в 1922 году, но сами мощи открыты не были.
Авраамий длительное время был местночтимым святым. Сообщается о двух его местных канонизациях: в 1553 году — в рамках Городецкого монастыря и в 1621 году — епархиальное почитание. Общецерковное почитание началось с 1981 года, когда было установлена соборная память Костромских святых, в число которых включили и преподобного Авраамия.